# Chiesa di San Tommaso Apostolo (Arco, Italia)
La chiesa di San Tommaso Apostolo è una chiesa sussidiaria a Padaro, frazione di Arco nel Basso Sarca in Trentino. Appartiene all'ex-decanato di Arco dell'arcidiocesi di Trento e risale al XVI secolo.

## Storia

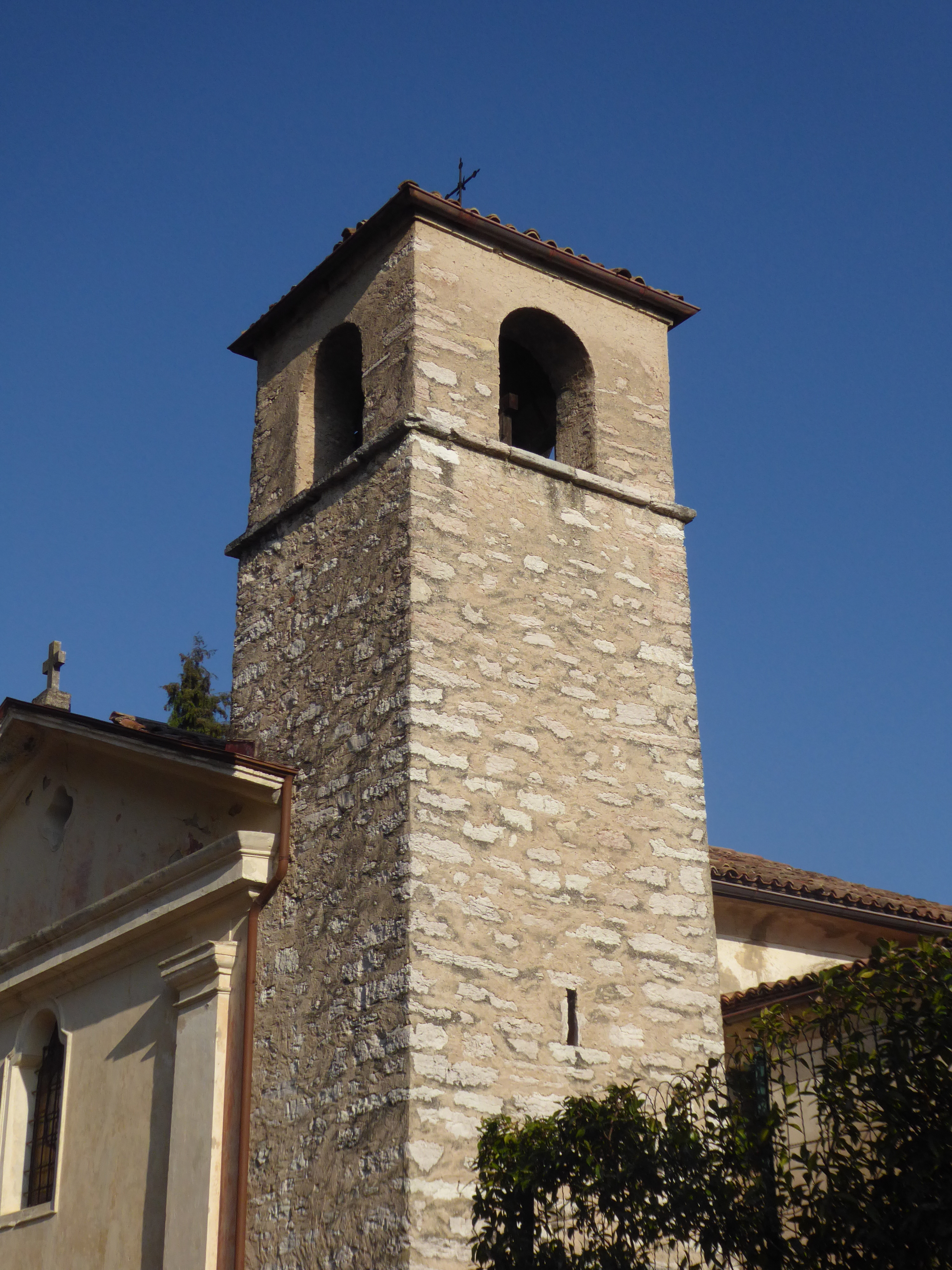
Campanile

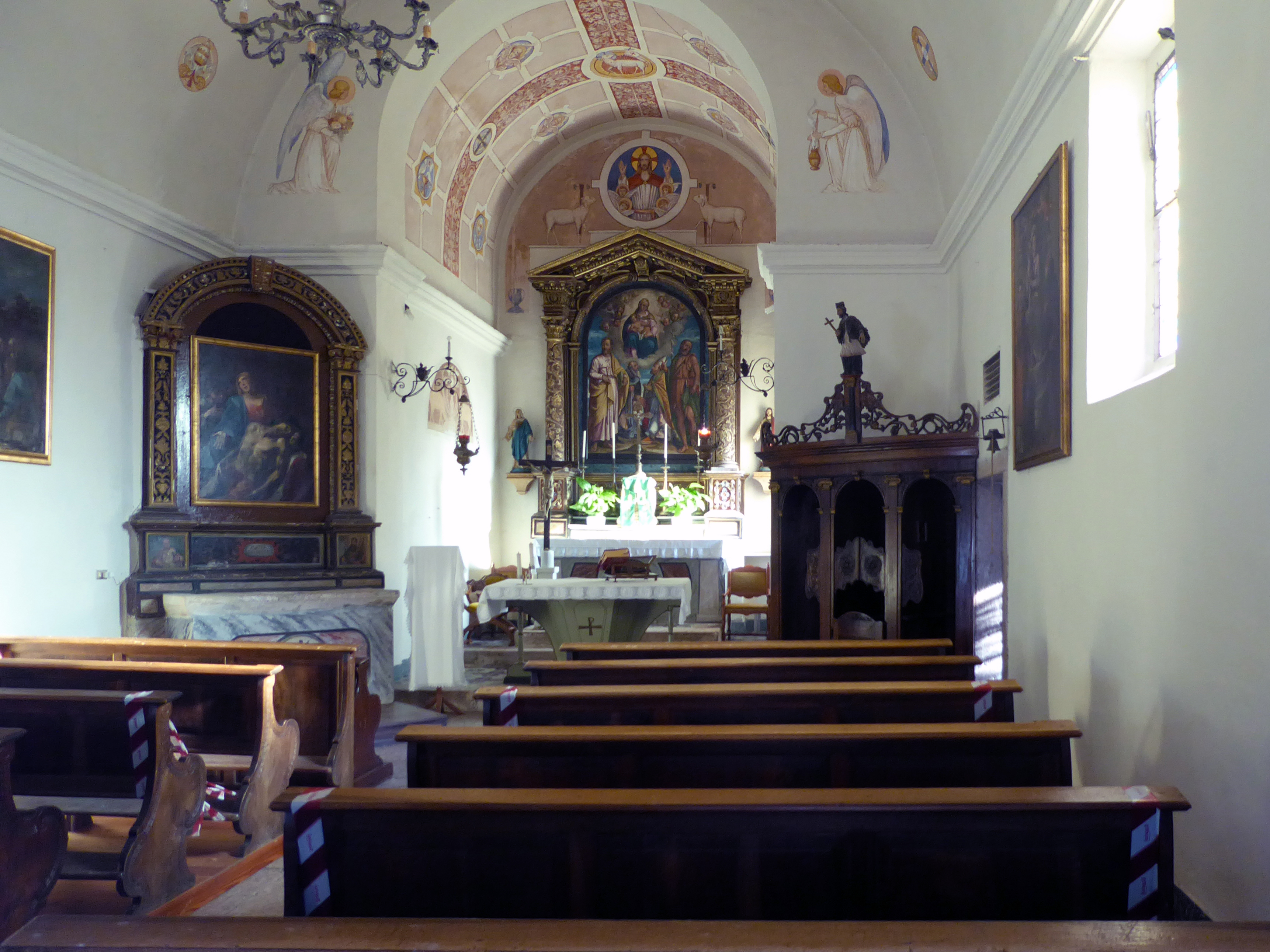
Interno

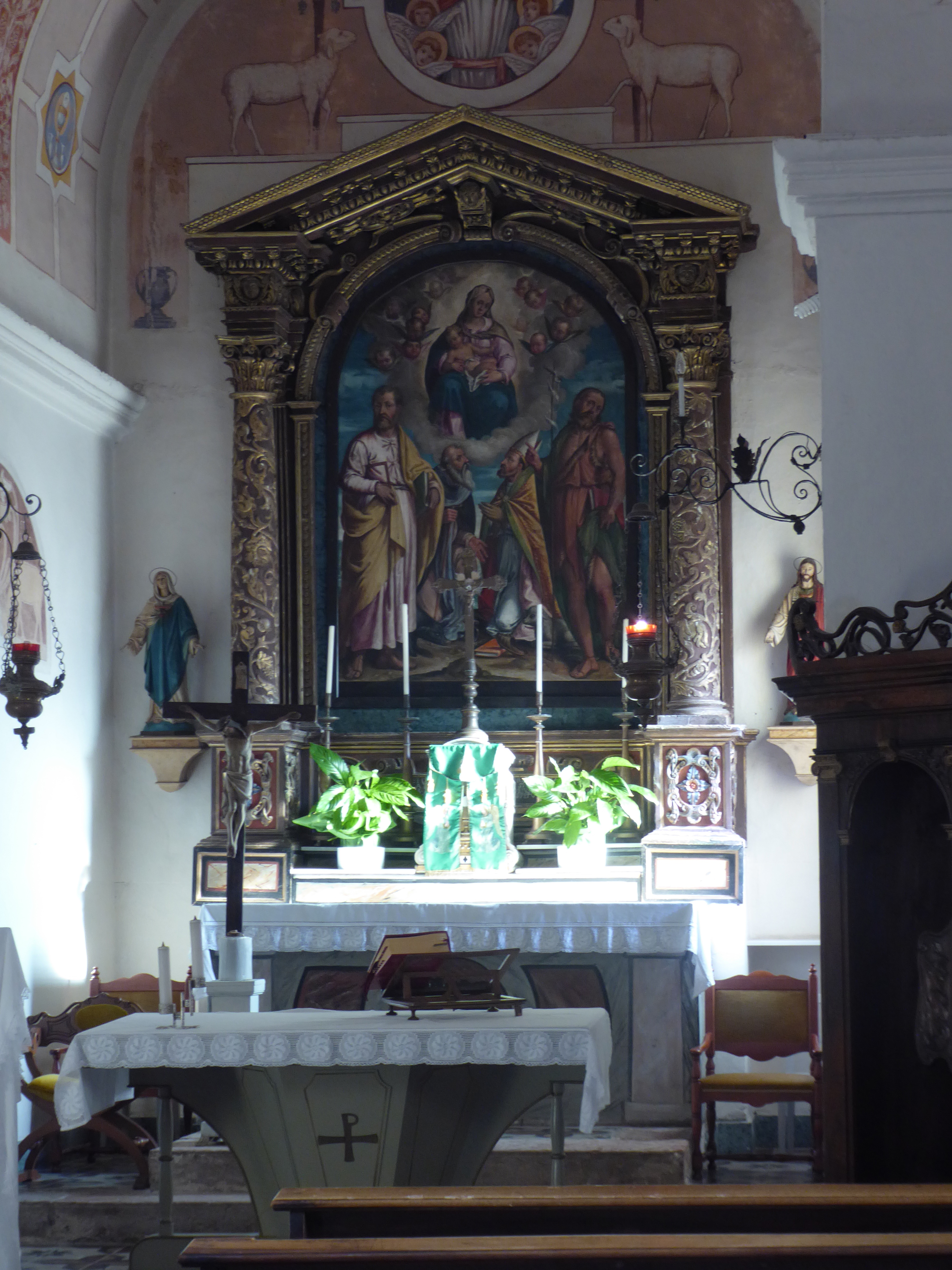
Altare maggiore e Mensa al popolo nel presbiterio posta dopo l'adeguamento liturgico

La prima menzione del luogo di culto si trova negli atti della visita pastorale del principe vescovo Bernardo Clesio del 1537.
L'edificio venne completamente ricostruito attorno al 1827 e alla fine del secolo le sue volte vennero descritte affrescate come un cielo con le stelle. Una visita pastorale ne dispose la ritinteggiatura nel 1898.

## Descrizione

### Esterni
L'orientamento della chiesa è tradizionalmente verso est. La facciata è classicheggiante e una coppia di paraste con capitello dorico ne delimitano le parti laterali.
Il portale è architravato, ai suoi lati vi sono due finestre basse e, in alto, una finestra di maggiori dimensioni porta luce alla sala. La facciata viene conclusa dal frontone triangolare. La torre campanaria in pietra a vista, tozza e non molto elevata, si alza a destra della struttura in posizione avanzata. La cella si apre con quattro finestre a monofora. Sul lato nord si trova il camposanto della comunità di Padaro.

### Interni
L'interno è a navata unica con volta a botte. Il presbiterio è leggermente rialzato. La chiesa conserva la tela raffigurante la Madonna Addolorata e Redentore, opera del rivano Giuseppe Craffonara.